# Festival du film coréen à Paris 2020
 (mars 2025).
Le Festival du film coréen à Paris 2020, 15e édition du festival, se déroule du 27 octobre au 3 novembre 2020.

## Sélection

### Ouverture
- Okay Madam de Lee Cheol-ha

### Clôture
- Me and Me (en) de Jung Jin-young

### Événements
- The Closet de Kim Kwang-bin
- Forbidden Dream de Hur Jin-ho

### Avant-premières
- L'Homme du président de Woo Min-ho
- The King of Pigs de Yeon Sang-ho
- Deliver Us from Evil de Hong Won-chan

### Paysage
- Baseball Girl de Choi Yun-tae
- Comfort de Emmanuel Moon-chil Park
- Crazy Romance de Kim Han-gyeol
- Dispatch; I Don’t Fire Myself de Lee Tae-gyeom
- Dust and Ashes de Park Hee-kwon
- Evaporated de Kim Sung-min
- Kim Ji-young: Born 1982 de Kim Do-young
- Lucky Chan-sil de Kim Cho-hee
- Moonlit Winter de Lim Dae-hyung
- Not in this World de Park Jung-bum
- Way Back Home de Park Sun-joo